# بيت فارع (الرجم)

تعديل مصدري - تعديل

بيت فارع هي إحدى قرى عزلة بني البدي بمديرية الرجم التابعة لمحافظة المحويت، بلغ تعداد سكانها 89 نسمة حسب تعداد اليمن لعام 2004.